# Сокка (персонаж мультфільму)
Сокка (англ. Sokka) — один з головних персонажів мультсеріалу «Аватар: Легенда про Аанга». Народився у Південному племені води. Старший брат Катари — останнього мага води на Південному полюсі.
Дуже велелюбний і самовдоволений, а також дотепний і забавний. У нього закохані чотири дівчини: Юї (принцеса Північного полюсу з племені Води, стала духом Місяця в кінці першого сезону), Суюкі (із загону Кіоші), Тай Лі (із загону Азули), і Тоф, яка намагається приховувати це.
Закоханий в Юї і Суюкі, але оскільки Юї жертвує своїм життям в кінці першої книги, залишається повністю вірний лише Суюкі. У третьому сезоні у Сокки з'являється вчитель Піандао з країни Вогню, який вчить його бойовим мистецтвам.
Тоді ж Сокка і його вчитель відливають меч зі шматка метеорита, який згодом падає з дирижабля армії Вогню і губиться десь у скелях. Один з найсильніших воїнів Південного племені Води.
Попри те, що він над усіма, частіше він дійсно знається на питаннях, в яких бажає здаватися експертом (наприклад, у стосунках із жінками, у наукових питаннях).
Крім того, має неабияку уяву й експериментаторське чуття, що дозволяє йому створювати нові зразки військової техніки та розробляти нові несподівані тактичні ходи.

## Історія
Сокка народився в Південному Племені Води. Молодому воїну було 15 років, а його сестрі 14, коли вони зустріли Аватара.
Сокка дуже сміливий і сильний, і постійно намагається захистити свою сестру, Катару, у нього завжди при собі його головна зброя — бумеранг, даний йому Хакодою. Коли його мати померла, а батько пішов на війну, його опікуном стала Пра-Пра Канна.
Він поставив собі дуже серйозне завдання — навчити молоде покоління військовій справі і захищати дім, для чого він навіть побудував кілька великих веж зі снігу.
Одного разу Сокка і Катару разом плавали серед льодів в пошуках риби. Вони потрапляють в сильний потік, після цього їхній човен був розбитий, а вони виявилися на крижині. Після того, як Катара ненароком звільняє Аватара і дивного бізона зі сфери, Сокка їм не довіряє. Він вважає, що Аанг — маг вогню, і що своїм світінням він попереджав ворогів.
Він ще деякий час не вірив, що цей хлопчик — Аватар, який врятує світ. У селі він його не приймав, проте, коли Аанга захопив у полон вигнаний принц Зуко, він випередив Катару і почав готуватися до його пошуків.
Коли Аанг був звільнений, Катара і маг повітря вирішують вирушити на Північний полюс і знайти майстра магії води, і Сокка, звичайно ж, відправляється з ними. По дорозі вони зустрічають Момо, якого Сокка спершу хотів з'їсти. Також вони висаджуються на острові Кіоші, де Сокка зустрічає воїнів Кіоші.
Спершу його стереотипне переконання не дозволяє йому змиритися з тим, що його побили дівчата і пропонує навчити їх, як треба битися. У результаті сам опинився поваленим і зганьбленим. Він знайомиться із Суюкі, лідером воїнів, і просить вибачення. Вона погоджується навчити його декільком прийомам.
Проте напад Зуко змушує команду Аватара бігти, і Сокка залишає Суюкі, яка йому встигла сподобатися. Незабаром після цього та інших подій вони зустрічаються зі старим знайомим і другом Хакоди, Бато. Мимоволі Сокка і Катара забули про Аанга, і це змушує його заховати важливу карту Хакоди від друзів.
Коли Сокка дізнається про це, він і Катара розлучаються з Аангом і вирішують знайти батька. Втім, вони передумують і повертаються до Аанга, де дорогою їх ловить Зуко. Він приводить їх у село, де вони з Аангом розлучилися, і затівається бійка.
Коли Сокка і Катара звільняються, а Аанг перемагає Зуко, команда знову возз'єднується і продовжує подорож. Сокка дуже радий, що у них є засіб пересування, але іноді він звинувачував Аппу в повільності польоту. Вони разом подорожували вже дуже довгий час. Нарешті — Північний полюс.
Сокка чув трохи про тутешню принцесу, Юї, але в обличчя її ніколи не бачив. Тим не менш, він закохується в неї майже з першого погляду. І вона відповідає йому тим же, але принцеса була вже заручена, що сильно засмучувало Сокку кожен раз, коли вона згадувала про це. Тим не менш, вони проводять разом багато часу.
Коли Вождь Арнук доручає Соцці охороняти Юї під час атаки, той погоджується, однак йому стає удвічі болісніше, коли вона віддає своє життя духу Місяця, оскільки він не зміг її вберегти і так і не виконав доручення. Пізніше Сокка зізнається, що часто думає про Юї, а на Туманному болоті він бачив її дух.
Він активно допомагав Аватару в усіх його пригодах. Коли вони зустріли Тоф, він не заперечував на рахунок неї й ухвалив в команду. І весь цей час він вважав себе лідером, оскільки є найстаршим.
Під час їхнього перебування у Бібліотеці Ван Ши Тонг він проявив надзвичайні здібності, розгадавши таємницю календаря і з'ясувавши, що в день затемнення маги вогню втратять свою силу. Сокка розробляє план вторгнення і захоплення столиці Вогню.
Незабаром команда Аватара вирушає до Ба Сінг Се, щоб розповісти про все цареві Землі. Зрештою їхній задум провалюється (подробиці плану дізналася принцеса Азула), але Сокка все одно не втрачає віри і хоробро проводить вторгнення разом із батьком, хоч воно і не увінчалося особливим успіхом.
На території Вогню він знаходить собі вчителя меча й успішно закінчує навчання. Відтепер при ньому завжди його власний меч, зроблений із позаземного метеорита. Коли команда зустрічає Зуко в Храмі, Сокка йому абсолютно не вірить. Проте він змінює свою думку, коли принц допомагає йому звільнити батька з в'язниці.
Під час прильоту комети Созіна, він разом з Тоф і Суюкі намагалися зупинити повітряний флот нації Вогню. Зрештою, він нарешті возз'єднується з родиною і живе щасливо.

## Особистість
Сокка трохи простакуватий і часто грає роль комічного контрасту. Він спритний і винахідливий, але «зелений» у багатьох питаннях. Він завжди дотепний.
Його тямущість часто допомагає вирішувати проблеми, з якими не можуть впоратися інші, типу його проєкту для повітряної кулі в серії «Північний Храм Повітря». Сокка завжди дбає про своїх рідних і близьких, особливо про Катару, навіть якщо небезпека виходить від Аанга («Дезертир»).
У розмові з Тоф він зізнається, що Катара замінила йому матір і що, коли він намагається хоч щось згадати про свою матір, йому згадується тільки обличчя Катари.
Хоробрий і деколи самовпевнений, Сокка шукає повагу і славу як воїн, і невдачі в цьому відношенні глибоко ранять його гордість, що звичайно додає ситуації чималу частку гумору. Але попри це, Сокка може бути дуже серйозним, коли цього вимагає ситуація.
На початку мультсеріалу він не хвилюється через те, що не маг і в першій серії він сказав, що все одно б приховував свою магію. Але це лише тому, що він тоді не знав справжніх її особливостей. Ближче до кінця серіалу він відчуває свою «неповноцінність», оскільки всі в команді Аватара — маги, і кожен може творити дивовижні речі.
Саме тоді він наважується і знаходить собі вчителя, щоб навчитися мистецтву бою та володіння зброєю. Хоча Сокка дуже шкодує про загибель матері і відхід батька, і ненавидить увесь народ Вогню, все ж Сокка не дозволяє помсті брати гору.
Коли Катара заявляє, що знає, хто вбив їхню маму, і намагається знайти, він не був зацікавлений у тому, щоб вирушити з нею, і навіть спробував відрадити. Він воліє вірно слідувати власним переконанням.
До речі, одне таке стереотипне переконання є частиною традиції Північного Племені Води — чоловіки повинні воювати й битися, а жінки — сидіти вдома й займатися цілительством. При зустрічі з воїнами Кіоші Сокка мимоволі змушений був визнати свою неправоту.
Також він до останнього не вірить у прогнози, а ворожка тітка Ву сказала, що «в його житті буде багато страждань, більшість яких він принесе собі сам».
Сокка також обожнює азартні ігри та забави. Коли він потрапляє на Шостий Турнір магів землі, він захоплюється ним до нестями. Предметом його обожнювання став Глиба, особливо Сокка радів, коли отримав його автограф. Так само його пристрасть до азарту проявляється, коли він брав участь в традиційному обряді посвячення в чоловіки («Бато з племені Води»).
Зустріч з Аватаром і подорож в складі його команди явно змінює Сокку. Він починає більше жартувати, поступово стає відповідальнішим, мужнішим. Дружба і ворожнеча допомагають знайти вихід його високому потенціалу. Це допомагає йому відчувати, що він потрібен друзям, і трохи відволіктися від втрати батьків. Тому роль його в серіалі не зводиться лише до саркастичного коментаторства.
Спершу у боях майже не бере участь (як видно з «Хлопчик з айсберга», навички бою мінімальні). Навіть якщо бере участь, Катара встигає знешкодити всіх ворогів іноді ще до того, як Сокка витягне меч (це видно у «День Чорного Сонця», коли Катара і Сокка нападають на територію Народу Вогню).
Є «подушкою для биття» для Тай Лі, оскільки Сокка не є магом, тож Тай Лі доводиться докласти додаткові сили для його знешкодження.
На відміну від Аанга, він просто обожнює м'ясо і дуже засмучується, коли його немає. Хоча в серії «Брудна робота» він клянеться, що, якщо виживе, повністю перейде на вегетаріанську дієту і позбудеться від насмішок. Втім, він навряд чи збирався серйозно дотримуватися своєї обіцянки.
Є предметом обожнювання Тай Лі і, ймовірно, Тоф. Однак Сокка залишається відданим Юї та Суюкі.

## Майбутнє Сокки
У «Легенді про Корру» Сокку згадують у 9 серії першої книги. Він у 43 роки разом із Тоф та Аангом засуджують злочинця, який володіє магією Крові навіть не в повний місяць. Відомо також, що коли Корра була маленькою, він і Зуко захистили її від Червоного Лотоса, члени якого хотіли вкрасти і вбити нового Аватара.
Особисте життя
Немає підтвердження, чи був Сокка одружений з Суюкі і чи мав дітей. Існує теорія, що Сокка міг бути батьком молодшої доньки Тоф, оскільки та має колір шкіри людей Племені води, а ім´я Суїнь отримане на честь Суюкі. До того ж, старший син Суїнь дуже схожий на Сокку.

## Цікаві факти
- Спочатку не дуже був радий знайомству з Аангом і його безоном Апою. Потім  став дружити. З ним.
- Намагався з їсти Момо потім він став його улюбленцем
- Образив Суюкі за те що вона його побила але потім вибачився та хотів навчитися битись як вона
- Він не пом'ятає як виглядає його мати.
- Закохався у доньку вождя Арнука у Юї  принцесу Місяця яка  теж була в нього закохана але вийшла заміж за чоловіка якого не кохає та вона втрачає своє життя заради свого плем'я води. Але Сока згадує її часто навіть бачив ведення з неї.
- Разом з Катарою. Бачив всіх    чотирьох аватарів Кіощі (Земля) Року (Вогонь) Аанг (Повітря) Кора (Вода)
- Коли вони разом з Катарою почали шукати майстра Землі для Аанга зробив ставку проти Тоф.Але потім Тоф приєдналася до них
- Не зміг відповісти взаємності Суїки коли був повний місяць згадав Юї. але через день поцілував її.
- Не дивлячись що він не маг зміг за допомогою бумерангу перемогти вогняного вбивцю.
- Він Аанг і Тоф вдруге два разлм зустрічали ворогів магів крові Хаму із південного племені яка насильно навчила його сестру магії та Якона у дорослі роки із північного племені.
- Разом з Зукою рятував свого батька та Суюкі.
- У кінці серіалу рятує Тоф та втрачає свій бумеранг.
- Коли закінчилась війна дуже зрадів Суюкі але злякався Тай лі у її команді яка нападала на команду аватар разом з Мей і Азулой.
- Намалював  безглузду картину з друзями яка їм не сподобалася.
- Невідомо коли помер Сокка він рятував  Кору зі слів його племінника Тензіна.
- Катара і Тоф персонажі команди які згадують Соку у легенді про Кору. Катара повідомила Корі що його вже немає та Тоф яка розказала як вивчала Аанга.
- Він має спільного з Командою Аватаром Кори. Більше з Боліном веселий любить жартувати  та його мати вбив маг вогню  зустрічався з принцесою північного племені води, з Мако дуже розумний , з Асамі не володіє магією та має замість рукавички бумеранг, та Кора яка народилася у Південному Полюсі так як він.
- Його племінник Бумі дуже на нього схож характером дуже веселий і люблять жартувати , обидва вважають що вони не магії чим не гірше за магів , та мають гострий розум. У минулому може  Сока та Бумі були хороші стосунки з Дядькою і племінником.